# Lošinj
Lošinj (Italiaans: Lussino, Venetiaans: Lussin) is een eiland in de Kvarnergolf, behorend tot Kroatië. Het vormde ooit één geheel met het noordelijker Cres, maar wordt daarvan sinds de Romeinse tijd gescheiden door het Kanaal van Osor. Het eiland wordt ook zelf door een kanaal doorsneden, het Privlakakanaal bij Mali Lošinj, dat ondanks zijn naam (Klein-Lošinj) de grootste plaats op het eiland is. Het eiland trekt veel toeristen, vooral Italianen.
Lošinj heeft een dichte vegetatie en vele pijnbomen. De hoogste berg is de 588 m hoge Osoršćica of Televrin.
De wateren ten oosten van het eiland behoren sinds 2006 tot het dolfijnenreservaat van Lošinj, dat de plaatselijke populatie tuimelaars beschermt.

## Geschiedenis
Van 1409 tot 1797 behoorde Lošinj aan Venetië, dat er tot 1797 regeerde. In dat jaar werd het Oostenrijks: het ging deel uitmaken van het markgraafschap Istrië, een van de bestanddelen van het Oostenrijkse Küstenland. In de 19de eeuw kwam de scheepsbouw er tot grote bloei.
In 1866 bouwde de Oostenrijkse aartshertog Karel Stefan hier zijn winterresidentie, Villa Seewarte. In zijn kielzog gingen steeds meer prominenten het eiland met zijn milde en heilzame klimaat bezoeken. In 1892 werd Veli Lošinj (Lussin Grande) een officieel kuuroord. Sindsdien is Lošinj een belangrijk toeristencentrum gebleven.
Met de verloren Eerste Wereldoorlog kwam een eind aan de Oostenrijkse aanwezigheid aan de Dalmatische kust. Het Verdrag van Rapallo van 1920 wees Lošinj, dat in meerderheid door Italianen werd bevolkt, aan Italië toe. In 1947 kwam het eiland bij de Vrede van Parijs aan Joegoslavië: de Italiaanse bevolking kwam in het kader van de Esodo Istriano in Italië terecht. Sinds het uiteenvallen van Joegoslavië behoort het eiland tot Kroatië.

## Verkeer
Het eiland is over de weg door middel van een draaibrug verbonden met Osor op Cres. Bij Mali Lošinj bevindt zich een vliegveld voor binnenlandse vluchten.